# Narciso Clavería y Zaldúa
Narciso Clavería y Zaldúa (catalano: Narcís Claveria i Zaldua; Gerona, 2 maggio 1795 – Madrid, 20 giugno 1851) è stato un militare e funzionario spagnolo, governatore generale delle Filippine dal 1844 al 1849.

## Biografia
Nativo della Catalogna, il padre di Narciso, Antonio María Clavería Portu, era un ufficiale del corpo di artiglieria dell'esercito spagnolo all'epoca delle guerre napoleoniche. La madre, María Jesús de Zaldúa Murrieta, era di origine basca.
Entrato a soli sei anni nell'Accademia militare, Narciso Clavería divenne governatore delle Filippine nel 1844.

## Governatore delle Filippine
Clavería arrivò a Manila nel tardo pomeriggio del 13 luglio 1844 a bordo della nave inglese Margaret. Quella notte assistette a un ballo di gala organizzato dall'esercito in onore della regina Isabella II. Il 15 luglio, due giorni dopo l'arrivo, prese ufficialmente possesso della carica. Il 16 luglio fece due discorsi pubblici: uno più breve all'esercito, e uno più lungo, dedicato al popolo filippino nel quale sottolineava la prosperità che godeva l'arcipelago sotto la dominazione spagnola.
Uno dei primi atti del nuovo governatore, con il consenso dell'arcivescovo di Manila, fu il decreto, emanato il 16 agosto 1744, con il quale veniva uniformata la conta del tempo con il resto dell'Asia.
La presenza spagnola nelle Filippine a metà Ottocento era ancora debole, tanto che le altre potenze europee avevano già messo occhio su quei possedimenti d'oltremare. Il nuovo governatore dovette riaffermare l'autorità spagnola sul sultano di Joló poiché quest'ultimo aveva già un contatto per passare sotto la protezione della Francia. Nel 1846 Clavería ordinò la costruzione di un forte nell'isola di Basilán.
Nel marzo del 1847 il governatore intraprese una campagna militare nella Nueva Vizcaya contro gli indigeni Mayoyaos, accusati dalle tribù vicine di essere assassini sanguinari. Vedendo la colonna spagnola, i capi Mayoyaos preferirono accordarsi con le autorità coloniali.
Uno dei problemi che le autorità coloniali era la pirateria che infestava tutto l'arcipelago. Nel 1848 il governatore organizzò una spedizione militare nelle isole Samal, dove si trovavano i principali rifugi pirateschi. La spedizione fu un successo: furono espugnati molti forti dell'isola di Balanguingui e furono liberati centinaia di prigionieri in mano dei pirati. Dopo la spedizione contro i pirati, Clavería riuscì a negoziare, con i sultani locali, l'incorporamento al dominio spagnolo dell'isola di Pilas.
il 23 novembre 1849 Clavería emanò un decreto con il quale tutti gli abitanti delle Filippine dovevano assumere un nome e un cognome. Questo atto aveva fini fiscali, amministrativi e statistici, poiché solo la popolazione creola aveva un nominativo "regolare". In quell'occasione la maggior parte della popolazione filippina assunse un nominativo castigliano.
Già malato da tempo, Clavería partì da Manila il giorno di natale del 1849 per fare ritorno in Spagna. Morì due anni dopo.